# Der Mann, der kopierte
Der Mann, der kopierte (Originaltitel: O Homem Que Copiava [u ˈõmẽ ki koˈpjavɐ], englischer Titel: The Man Who Copied) ist ein brasilianischer Independentfilm von Jorge Furtado aus dem Jahr 2003. Der Film ist ein komödiantisch inszenierter Genre-Mix, der bei verschiedenen Filmfestivals insgesamt elf Auszeichnungen erhielt, darunter den São Paulo Association of Art Critics Award für den Besten Film. Insgesamt spielte der Film knapp 4.700.000 BRL ein.

## Handlung
André ist zwanzig, hat nie die Schule abgeschlossen und bedient den Fotokopierer in einem Schreibwarengeschäft der Großstadt Porto Alegre im Süden Brasiliens. Er schwatzt ausgiebig mit seiner sexy Kollegin Marinês, verbringt seine Nächte damit, Comics zu zeichnen und seine schöne Nachbarin Sylvia zu beobachten, in die er sich dann auch heimlich verliebt. Nachdem er sich mehr und mehr in sie verliebt, fängt er an ihr zu folgen und bekommt so mit, dass sie in einer Boutique arbeitet. Dort nimmt er, unter dem Vorwand ein Geschenk für seine Mutter kaufen zu wollen, Kontakt zu ihr auf. Er ist jedoch zu schüchtern, sie zu einem Date einzuladen. Um dieses Geschenk kaufen zu können und einen Vorwand zu haben Sylvia in der Boutique wieder zu sehen,  braucht er dringend Geld. Er hat den Einfall nach Arbeitsschluss mit dem Farbkopierer Falschgeld herzustellen. Sein Freund Cardoso, ähnlich erfolglos wie er, aber mit Schlips und Kragen stets um gute Haltung bemüht, hilft ihm bald dabei.
André verstrickt sich immer mehr in kriminelle Aktivitäten. Als er entdeckt, dass Sylvias widerlicher Vater ihr beim Duschen nachstellt, gibt es für ihn nur noch einen Ausweg: Er muss einen Geldtransport überfallen, um für alle die Flucht nach Rio zu ermöglichen. Glücksfälle des Schicksals wechseln sich ab, während André und Sylvia, aber auch Marinês und Cardoso sich näher kommen und Erpressung, Mord und andere Verbrechen sich überstürzen.

## Kritik
Videobuster.de beurteilt den Film als „einen absoluten Top-Streifen“, auch wenn es „der Titel erstmal nicht vermuten lässt“. Den Zuschauer erwarte „ein Feuerwerk an Ideen und unerwarteten Wendungen […] Es stört auch überhaupt nicht, dass der Film nicht so recht weiß, was er sein will: Krimi, Lovestory, Komödie oder Thriller. Es paßt einfach alles, auch die kleinen Zeichentrick-Passagen sind intelligent eingebunden und machen einfach Spaß – ein Gesamtkunstwerk“.
Feature-film.org gibt eine ähnlich positive Beurteilung: „Mit seinem Langfilmdebüt inszenierte Jorge Furtado eine komplexe Alltagsgeschichte von ganz normalen Menschen, verpackt darin gleich zwei Liebesbeziehungen und taucht manchmal gar in kriminalistische Gefilde. Dabei verwendet er gekonnt eine Menge Zitate, wodurch der Titel auch auf den Regisseur zutrifft. Ein unterhaltsamer, weil amüsanter Streifen.“
Weitere Kritiken:

„Der mit flotter Musik untermalte komödiantische Genre-Mix wartet mit einigen Perspektivwechseln auf und entwickelt sich dank seiner atmosphärischen Dichte und des ausdrucksstarken Hauptdarstellers zum reizvollen filmischen Schelmenroman.“

„Das brasilianische Kino bringts. Witzig, klug, überraschend, berührend, frech und mutwillig. Ein Charakterfilm. Und ein Charakterdarsteller, den man lieben muß: Lázaro Ramos in der Rolle des zwanzigjährigen André.“

„The Man who Copied galoppiert mit Tollkühnheit durch die Filmgeschichte, erbeutet Filmrollen, Kostüme, Halbsätze und Ideale, rennt Genre-Grenzen ein und Kulissen wie Gewissheiten nieder.“

## Auszeichnungen
Der Film erhielt folgende Auszeichnungen und Nominierungen:
Cinema Brazil Grand Prize 2004
- Cinema Brazil Grand Prize in der Kategorie Bester Film
- Cinema Brazil Grand Prize in der Kategorie Beste Regie an Jorge Furtado
- Cinema Brazil Grand Prize in der Kategorie Bestes Drehbuch an Jorge Furtado
- Cinema Brazil Grand Prize in der Kategorie Bester Nebendarsteller an Pedro Cardoso
- Cinema Brazil Grand Prize in der Kategorie Beste Nebendarstellerin an Luana Piovani
- Cinema Brazil Grand Prize in der Kategorie Beste Schnitt an Giba Assis Brasil
- Nominierung in der Kategorie Bester Hauptdarsteller für Lázaro Ramos
- Nominierung in der Kategorie Bester Art Director für Fiapo Barth

Cinequest San Jose Film Festival 2004
- Maverick Spirit Award

Internationales Festival des Neuen Lateinamerikanischen Films Havanna 2003
- Preis in der Kategorie Bester Hauptdarsteller an Lázaro Ramos

Kerala International Film Festival 2003
- Silver Crow Pheasant

Lima Latin American Film Festival 2004
- Elcine Second Prize

São Paulo Association of Art Critics Awards 2004
- APCA Trophy in der Kategorie Bester Film

Festróia – Tróia International Film Festival 2004
- Nominierung für den Golden Dolphin